# Edizioni televisive de La Corrida - Dilettanti allo sbaraglio
In questa voce sono elencate e descritte le 23 edizioni del programma televisivo La Corrida - Dilettanti allo sbaraglio, in onda su Canale 5 dal 1986 al 1997, dal 2002 al 2009 e nel 2011, su Rai 1 dal 2018 al 2020 e sul Nove dal 2024.

## Cronologia
Corrado, già conduttore storico dell'edizione radiofonica, detiene il primato di conduzione con 10 edizioni del programma; seguono Gerry Scotti che ne ha condotte 8, Carlo Conti 3, Flavio Insinna che ne ha condotto una e Amadeus che ne ha condotte 2.
| Edizioni | Periodo           | Periodo           | Rete televisiva | Conduzione     | Direttore d'orchestra | Vallette/i          | Vallette/i          | Regista            | Studio                                               |
| Edizioni | Inizio            | Fine              | Rete televisiva | Conduzione     | Direttore d'orchestra | Vallette/i          | Vallette/i          | Regista            | Studio                                               |
| -------- | ----------------- | ----------------- | --------------- | -------------- | --------------------- | ------------------- | ------------------- | ------------------ | ---------------------------------------------------- |
| 1ª       | 5 luglio 1986     | 27 settembre 1986 | Canale 5        | Corrado        | Roberto Pregadio      | Michelle Klippstein | Gabiria Brandimarte | Stefano Vicario    | Studio 2 Centro Safa Palatino a Roma                 |
| 2ª       | 13 giugno 1987    | 10 ottobre 1987   | Canale 5        | Corrado        | Roberto Pregadio      | Michelle Klippstein | Gabiria Brandimarte | Stefano Vicario    | Studio 1 Centro Safa Palatino a Roma                 |
| 3ª       | 11 giugno 1988    | 17 settembre 1988 | Canale 5        | Corrado        | Roberto Pregadio      | Eleonora Resta      | Cristina Pantaleon  | Stefano Vicario    | Studio 1 Centro Safa Palatino a Roma                 |
| 4ª       | 24 marzo 1990     | 2 giugno 1990     | Canale 5        | Corrado        | Roberto Pregadio      | Antonella Elia      | Soraya Castillo     | Stefano Vicario    | Studio 1 Centro Safa Palatino a Roma                 |
| 5ª       | 9 marzo 1991      | 1º giugno 1991    | Canale 5        | Corrado        | Roberto Pregadio      | Antonella Elia      | Antonella Elia      | Stefano Vicario    | Studio 1 Centro Safa Palatino a Roma                 |
| 6ª       | 7 marzo 1992      | 6 giugno 1992     | Canale 5        | Corrado        | Roberto Pregadio      | Antonella Ippoliti  | Antonella Ippoliti  | Stefano Vicario    | Teatro 2 Studi di Cinecittà a Roma                   |
| 7ª       | 6 marzo 1993      | 29 maggio 1993    | Canale 5        | Corrado        | Roberto Pregadio      | Antonella Elia      | Antonella Elia      | Stefano Vicario    | Teatro 2 Studi di Cinecittà a Roma                   |
| 8ª       | 29 gennaio 1994   | 23 aprile 1994    | Canale 5        | Corrado        | Roberto Pregadio      | Antonella Elia      | Antonella Elia      | Stefano Vicario    | Teatro 2 Studi di Cinecittà a Roma                   |
| 9ª       | 30 settembre 1995 | 23 dicembre 1995  | Canale 5        | Corrado        | Roberto Pregadio      | Miriana Trevisan    | Miriana Trevisan    | Stefano Vicario    | Teatro 2 Studi di Cinecittà a Roma                   |
| 10ª      | 27 settembre 1997 | 20 dicembre 1997  | Canale 5        | Corrado        | Roberto Pregadio      | Lorena Bianchetti   | Lorena Bianchetti   | Stefano Vicario    | Teatro 8 Studi di Cinecittà a Roma                   |
| 11ª      | 16 marzo 2002     | 1º giugno 2002    | Canale 5        | Gerry Scotti   | Roberto Pregadio      | Vincenza Cacace     | Vincenza Cacace     | Beppe Recchia      | Studio 1 del Centro Titanus Elios a Roma             |
| 12ª      | 18 gennaio 2003   | 5 aprile 2003     | Canale 5        | Gerry Scotti   | Roberto Pregadio      | Vincenza Cacace     | Vincenza Cacace     | Beppe Recchia      | Studio 1 del Centro Titanus Elios a Roma             |
| 13ª      | 21 febbraio 2004  | 8 maggio 2004     | Canale 5        | Gerry Scotti   | Roberto Pregadio      | Elisa Triani        | Elisa Triani        | Beppe Recchia      | Studio 1 del Centro Titanus Elios a Roma             |
| 14ª      | 12 marzo 2005     | 28 maggio 2005    | Canale 5        | Gerry Scotti   | Roberto Pregadio      | Elisa Triani        | Elisa Triani        | Beppe Recchia      | Studio 1 del Centro Titanus Elios a Roma             |
| 15ª      | 14 gennaio 2006   | 1º aprile 2006    | Canale 5        | Gerry Scotti   | Roberto Pregadio      | Michela Coppa       | Michela Coppa       | Stefano Mignucci   | Studio 1 del Centro Titanus Elios a Roma             |
| 16ª      | 10 marzo 2007     | 26 maggio 2007    | Canale 5        | Gerry Scotti   | Roberto Pregadio      | Michela Coppa       | Michela Coppa       | Stefano Mignucci   | Studio 1 del Centro Titanus Elios a Roma             |
| 17ª      | 8 marzo 2008      | 24 maggio 2008    | Canale 5        | Gerry Scotti   | Roberto Pregadio      | Michela Coppa       | Michela Coppa       | Stefano Mignucci   | Studio 1 del Centro Titanus Elios a Roma             |
| 18ª      | 10 gennaio 2009   | 4 aprile 2009     | Canale 5        | Gerry Scotti   | Vince Tempera         | Michela Coppa       | Michela Coppa       | Stefano Mignucci   | Studio 1 del Centro Titanus Elios a Roma             |
| 19ª      | 8 gennaio 2011    | 16 aprile 2011    | Canale 5        | Flavio Insinna | Piero Pintucci        | Antonella Elia      | Antonella Elia      | Egidio Romio       | Studio 1 del Centro Titanus Elios a Roma             |
| 20ª      | 13 aprile 2018    | 18 maggio 2018    | Rai 1           | Carlo Conti    | Pinuccio Pirazzoli    | Ludovica Caramis    | Ludovica Caramis    | Maurizio Pagnussat | Studio 5 Studi televisivi Fabrizio Frizzi a Roma     |
| 21ª      | 22 marzo 2019     | 17 maggio 2019    | Rai 1           | Carlo Conti    | Pinuccio Pirazzoli    | Ludovica Caramis    | Ludovica Caramis    | Maurizio Pagnussat | Studio 5 Studi televisivi Fabrizio Frizzi a Roma     |
| 22ª      | 21 febbraio 2020  | 28 febbraio 2020  | Rai 1           | Carlo Conti    | Pinuccio Pirazzoli    | Ludovica Caramis    | Ludovica Caramis    | Maurizio Pagnussat | Studio 5 Studi televisivi Fabrizio Frizzi a Roma     |
| 23ª      | 6 novembre 2024   | 25 dicembre 2024  | Nove            | Amadeus        | Leonardo De Amicis    | Ofelia Passaponti   | Alfonso Iannotta    | Stefano Vicario    | Studio 1 del Centro di produzione Mediapason, Milano |

## Edizioni condotte da Corrado

### Prima edizione (1986)
- Messa in onda: dal 5 luglio al 27 settembre 1986
- Rete: Canale 5
- Puntate: 13 (complessive: 1–13)
- Conduce Corrado con Michelle Klippstein e Gabiria Brandimarte
- Autori: Corima, Riccardo Mantoni, Stefano Jurgens, Stefano Santucci, Jacopo Rizza
- Regia: Stefano Vicario
- Direzione musicale: Roberto Pregadio
- Scenografia: Tullio Zitkowsky
- Costumi: Enrico Rufini
- Coreografie: Renato Greco
- Registrazione presso lo studio 2 del Centro Safa Palatino a Roma

Il varietà debutta nel palinsesto estivo di Canale 5 animando le prime serate del sabato. Ogni puntata vede protagonisti, oltre i concorrenti in gara, anche degli ospiti vip, generalmente cantanti che si esibiscono proponendo i loro brani di successo, o attori che raccontano la loro prima corrida, ovvero il loro debutto davanti ad un pubblico, e si prestano al gioco della verità raccontando alcuni aneddoti della loro carriera e lasciando al pubblico in sala il compito di individuare se si tratta della verità o di una bugia. Tra gli ospiti intervenuti in questa edizione si ricordano Nino Manfredi e Donatella Rettore (5 luglio), Paolo Villaggio (26 luglio), Carmen Russo e Sylvie Vartan (2 agosto), Giovanni Scialpi (9 agosto), Amanda Lear (16 agosto), Ivan Graziani e Sandra Mondaini (23 agosto), Jane Rich e Massimo Boldi (30 agosto), Serena Grandi e i Righeira (6 settembre), Gina Lollobrigida e Bobby Solo (13 settembre), Enzo Iannacci e Massimo Ranieri (20 settembre), Eleonora Giorgi (27 settembre).

### Seconda edizione (1987)
- Messa in onda: dal 13 giugno al 10 ottobre 1987
- Puntate: 18 (complessive: 14–31)
- Rete: Canale 5
- Conduce Corrado con Michelle Klippstein e Gabiria Brandimarte e, in alcune puntate, Cinzia Petrini e Vittorio Marsiglia
- Autori: Corima, Riccardo Mantoni, Jacopo Rizza, Stefano Jurgens, Stefano Santucci
- Regia: Stefano Vicario
- Direzione musicale: Roberto Pregadio
- Scenografia: Tullio Zitkowsky
- Coreografie: Don Lurio
- Registrazione presso lo studio 1 del Centro Safa Palatino a Roma

Dopo il fortunato debutto il programma torna a presidiare i sabati estivi di Canale 5 con una seconda edizione. Per il secondo ed ultimo anno ad affiancare Corrado sono presenti le vallette Michelle Klippstein e Gabiria Brandimarte. Quest'ultima, dopo La Corrida, decise di abbandonare il mondo dello spettacolo per trasferirsi a Stoccolma diventando insegnante comportamentale di neurolinguistica, mentre la Klippstein prese parte al film Paganini Horror e alla trasmissione Trisitors con il gruppo comico dei Trettré prima di abbandonare le scene. In alcune puntate sono presenti con alcuni interventi anche Cinzia Petrini e Vittorio Marsiglia, già al fianco di Corrado a Il pranzo è servito. Il programma, continua ad essere registrato al Centro Platino in Roma, ma lascia lo studio 2 per approdare al più ampio e spazioso studio 1. Viene rinnovata la scenografia mentre l'orchestra acquisisce nuovi elementi. Anche in questa edizione sono presenti degli ospiti famosi che raccontano al pubblico il proprio debutto sulle scene. Tra questi si ricordano: Anna Proclemer (25 luglio), Gigi Proietti (1º agosto), Gloria Guida (15 agosto), Fred Bongusto (22 agosto), Virna Lisi, Donatella Rettore, Giuni Russo (29 agosto), Bob Geldof e Sandra Milo (5 settembre), Michele Placido e Giovanni Scialpi (12 settembre), i Righeira (19 settembre), ed in particolare Peter Falk, il mitico Tenente Colombo, presente nell'ultima puntata del 10 ottobre.

### Terza edizione (1988)
- Messa in onda: dall'11 giugno al 17 settembre 1988
- Puntate: 15 + 1 speciale (complessive: 32–46 + 1 speciale)
- Rete: Canale 5
- Conduce Corrado con Eleonora Resta e Cristina Pantaleon e, in alcune puntate, Cinzia Petrini e Vittorio Marsiglia
- Autori: Corìma, Riccardo Mantoni, Marina Donato, Jacopo Rizza, Stefano Jurgens, Stefano Santucci
- Regia: Stefano Vicario
- Direzione musicale: Roberto Pregadio
- Scenografia: Tullio Zitkowsky
- Costumi: Enrico Rufini
- Coreografie: Chris Kenneally

La terza edizione, ancora una volta in onda al sabato per tutta l'estate, vede l'arrivo delle due nuove vallette Eleonora Resta e Cristina Pantaleon e, in alcune puntate la presenza di Cinzia Petrini e Vittorio Marsiglia. Per la prima volta il pubblico in sala viene coinvolto nella realizzazione di un balletto. Ogni coreografia è dedicata a usi e costumi dei vari popoli del mondo. Tra i concorrenti di questa edizione figura un giovane ed ancora sconosciuto Neri Marcoré, che si aggiudica la vittoria in una puntata. In questa stagione partecipa inoltre il pensionato Leonardo Vitelli, l'uomo delle cosiddette "pernacchie ascellari", il più longevo (si ripresenterà anche nel 1991 e nel 1994) dei concorrenti delle edizioni della trasmissione. Prima della sua esibizione, Corrado lo invitava a togliersi la giacca, che egli definiva "custodia" dello strumento. Ancora prima, munito di bottiglietta in plastica piena d'acqua, lo "strumento" veniva sempre fatto accordare dal maestro Pregadio intonando una nota calante ed una crescente, il tutto in un clima di grande ilarità. In questa stagione prendono parte al programma in ogni puntata due ospiti di cui uno musicale. Tra questi si ricordano: Raimondo Vianello e Anna Oxa (25 giugno), Laura Antonelli e Fausto Leali (2 luglio), Christian De Sica e Riccardo Cocciante (9 luglio), Gianfranco D'Angelo e Drupi (16 luglio), Enzo Biagi e Marcella Bella (23 luglio), Giuliana De Sio e Tullio De Piscopo (30 luglio), Ornella Muti e Albano Carrisi con Romina Power (6 agosto), Nino Frassica (13 agosto), Maurizio Costanzo e Peppino Di Capri (20 agosto), Mariangela Melato e Umberto Tozzi (27 agosto), Giulio Andreotti e i Righeira (3 settembre), Telly Savalas e Ron (10 settembre), Monica Vitti (17 settembre). Il 24 settembre va in onda una puntata con una selezione delle "migliori" esibizioni.

### Quarta edizione (1990)
- Messa in onda: dal 24 marzo al 2 giugno 1990
- Puntate: 11 + 2 speciali (complessive: 47–57 + 3 speciali)
- Rete: Canale 5
- Conduce Corrado con Antonella Elia e Soraya Castillo
- Regia: Stefano Vicario
- Autori: Corima, Riccardo Mantoni, Antonio Miglietta, Marina Donato, Stefano Jurgens, Stefano Santucci
- Direzione musicale: Roberto Pregadio
- Scenografia: Tullio Zitkowsky
- Costumi: Luca Sabatelli
- Coreografie: Chris Kenneally
- Registrazione presso lo studio 1 del Centro Safa Palatino a Roma

Forte dei buoni risultati d'ascolto la quarta edizione viene promossa alla stagione primaverile. Al fianco di Corrado arrivano due nuove collaboratrici: Antonella Elia e Soraya Castillo. Vengono apportate diverse modifiche alla scenografia dello studio, in grado di accogliere un'orchestra di ben 42 elementi, un corpo di ballo tutto femminile composto da 12 ballerine, e 300 persone del pubblico. A grande richiesta viene confermato lo spazio dedicato al balletto con protagoniste alcune persone del pubblico in studio. In ogni puntata continuano ad essere presenti degli ospiti famosi. Tra i tanti si ricordano: Alberto Sordi presente sia alla prima che all'ultima puntata (24 marzo e 2 giugno), Renato Pozzetto (31 marzo) e Gianni Morandi (7 aprile). Il 9 e il 16 giugno 1990 vengono realizzate due puntate speciali dal titolo C'era una volta… La Corrida, in cui viene proposto il meglio dell'edizione 1988, e C'è ancora… La Corrida, nel quale vanno in onda i momenti migliori e peggiori dell'edizione appena conclusa.

### Quinta edizione (1991)
- Messa in onda: dal 9 marzo al 1º giugno 1991
- Puntate: 13 + 1 speciale (complessive: 58–70 + 4 speciali)
- Rete: Canale 5
- Conduce Corrado con Antonella Elia
- Regia: Stefano Vicario
- Autori: Corima, Riccardo Mantoni, Antonio Miglietta, Stefano Jurgens, Stefano Santucci, Marina Donato
- Direzione musicale: Roberto Pregadio
- Coreografie: Chris Kenneally
- Registrazione presso lo studio 1 del Centro Safa Palatino a Roma

La quinta edizione del programma viene confermata al sabato sera primaverile e vede al fianco di Corrado la riconferma come valletta di Antonella Elia, distintasi l'anno precedente per spigliatezza e simpatia. Da questa stagione alla valletta ufficiale viene affiancata una valletta del pubblico, scelta tra le signore, spesso più originali e stravaganti, presenti in sala. Il pubblico inizia a esibire scritte e cartelli per manifestare il proprio giudizio verso i concorrenti; prima di allora questi erano giudicati solo da applausi oppure da campanacci e fischietti (esattamente come avveniva alla radio) e inoltre da smorfie, boccacce o pernacchie. Alcuni concorrenti che avevano partecipato alle edizioni precedenti suonando oggetti o imitando i suoni degli strumenti musicali si ripresentano come componenti della New Economic Orchestra. La curiosa formazione tornerà ospite fuori gara anche in alcune puntate delle edizioni successive. In scaletta è atteso e confermato il balletto del pubblico con le coreografie di Chris Kenneally. Alla fine di ogni puntata, durante lo scorrimento dei titoli di coda, veniva trasmessa una classica comica muta del cinema americano degli anni venti e trenta, un omaggio degli autori a grandi comici come Stanlio e Ollio, Buster Keaton, Harry Langdon, Charlie Chaplin e altri; per l'occasione fu riarrangiata una versione della sigla di testa a ritmo di marcetta. L'8 giugno 1991 viene realizzata una puntata speciale con i momenti migliori e peggiori della quinta edizione.

### Sesta edizione (1992)
- Messa in onda: dal 7 marzo al 30 maggio 1992
- Puntate: 13 + 1 speciale (complessive: 71–83 + 5 speciali)
- Rete: Canale 5
- Conduce Corrado con Antonella Ippoliti
- Regia: Stefano Vicario
- Autori: Corima, Marina Donato, Antonio Miglietta, Stefano Jurgens, Stefano Santucci
- Direzione musicale: Roberto Pregadio
- Diretta dal Teatro 2 di Cinecittà a Roma

La sesta edizione del programma si presenta ricca di novità. Il programma si trasferisce al Teatro 2 di Cinecittà e per la prima volta va in onda in diretta. Al fianco di Corrado arriva la valletta Antonella Ippoliti, in sostituzione di Antonella Elia, costretta a lasciare il programma poiché impegnata nell'appuntamento quotidiano con Non è la Rai. Vengono introdotti il televoto e il gioco telefonico da casa, con l'intervento del pubblico in sala, a sua volta coinvolto anche nel consueto momento di ballo. Il gioco telefonico vede il concorrente da casa proporre delle imitazioni di personaggi famosi, animali o rumori, sulla base di alcune proposte (spesso strambe) scelte da Corrado e dai suoi autori. Rispetto al passato sono presenti meno ospiti famosi. Viene introdotta la finalissima, a cui prendono parte i vincitori del televoto di ogni singola puntata. Compito dei soli telespettatori quello di votare il Corridaro, ovvero il vincitore dell'edizione intera. Concorrente e vincitrice della puntata in onda il 2 maggio è una giovane ed ancora sconosciuta Emanuela Aureli. Il 23 maggio 1992 il programma non va in onda a causa di una manifestazione da parte di alcuni figuranti di Cinecittà contro il Gruppo Fininvest. Tali figuranti sostenevano l'esistenza di un accordo tra la tv commerciale e Cinecittà in cui si garantiva la loro partecipazione dietro compenso come pubblico del programma, e per questo motivo occuparono gli ingressi del Teatro 2 impedendo la realizzazione della trasmissione. Tale sciopero si rivelò provvidenziale poiché evitò a La Corrida di andare in onda a poche ore dal drammatico attentato in cui persero la vita Giovanni Falcone, sua moglie e la scorta. La puntata di sabato 30 maggio, per paura di nuove proteste, venne in via precauzionale registrata e trasmessa in differita. Il 13 giugno 1992, dopo lo slittamento di una settima dovuto al recupero della puntata saltata il 23 maggio, venne realizzata una puntata speciale con i momenti migliori e peggiori della sesta edizione.

### Settima edizione (1993)
- Messa in onda: dal 6 marzo al 29 maggio 1993
- Puntate: 13 + 1 speciale (complessive: 84–96 + 6 speciali)
- Rete: Canale 5
- Conduce Corrado con Antonella Elia
- Regia: Stefano Vicario
- Autori: Corima, Marina Donato, Stefano Jurgens, Antonio Miglietta
- Direzione musicale: Roberto Pregadio
- Coreografie: Lucia Parise

La settima edizione del programma, in onda ancora una volta dal Teatro 2 di Cinecittà in Roma, segna il ritorno come valletta di Antonella Elia. Per il pubblico in sala sono previsti due giochi: il primo ispirato a Super Mario World, personaggio SNES protagonista al cinema in quello stesso anno; il secondo dal titolo Si o No?, in seguito sviluppato e riproposto con l'omonimo titolo Sì o no? come programma autonomo con la conduzione di Claudio Lippi. Per il pubblico a casa, come accaduto nell'edizione precedente, la possibilità di partecipare eseguendo imitazioni o cantando canzoni proposte da Corrado e dal suo gruppo di autori. Le coreografie del corpo di ballo e del balletto del pubblico sono affidate a Lucia Parise. Si tratta dell'ultima edizione in cui intervengono in puntata alcuni ospiti famosi.
Il 5 giugno 1993 viene realizzata una puntata speciale dal titolo C'è ancora la Corrida con i momenti migliori e peggiori dell'edizione appena conclusa.

### Ottava edizione (1994)
- Messa in onda: dal 29 gennaio al 23 aprile 1994
- Puntate: 12 + 2 speciali (complessive: 97–108 + 8 speciali)
- Rete: Canale 5
- Conduce Corrado con Antonella Elia
- Regia: Stefano Vicario
- Autori: Corima, Marina Donato, Antonio Miglietta, Stefano Jurgens
- Direzione musicale: Roberto Pregadio
- Coreografie: Lucia Parise

L'ottava edizione del programma anticipa la sua messa in onda al periodo invernale. Al fianco di Corrado torna per il quarto anno Antonella Elia, in quella stagione impegnata anche in Pressing la domenica sera al fianco di Raimondo Vianello. A causa di questo doppio impegno, nella puntata del 2 aprile la Elia è costretta a lasciare la puntata de La Corrida alle 22:30, in quanto impegnata di lì a qualche minuto nella nota trasmissione sportiva di Italia 1, eccezionalmente spostata dalla domenica al sabato in seguito all'anticipo del campionato di calcio dovuto alle festività pasquali. In realtà la puntata de La Corrida quella sera era stata registrata, per cui la Elia avrebbe potuto tranquillamente prendere parte all'intera trasmissione, ma si decise di farla ugualmente uscire di scena per evitare che comparisse contemporaneamente in due trasmissioni diverse. Il pubblico in studio è ancora una volta coinvolto in speciali coreografie, mentre i telespettatori da casa possono intervenire con la consueta corrida telefonica proponendo imitazioni ed esibizioni musicali. Viene inoltre introdotto lo spazio Tiro a Sogno, nel quale i telespettatori possono telefonare per raccontare a Corrado i loro sogni più particolari. Al conduttore spetta il compito di interpretare in maniera ironica i sogni ed abbinare i nomi della smorfia, permettendo così ai telespettatori di partecipare ad un concorso a premi legato ai numeri estratti.
Sabato 26 febbraio, in concomitanza con la messa in onda del Festival di Sanremo su Rai 1, viene realizzata una puntata dal titolo La Corrida - Edizione Speciale, in cui gareggiano esclusivamente concorrenti già visti nelle precedenti edizioni. La stessa puntata viene riproposta anche sabato 7 maggio. Il 30 aprile viene realizzata una puntata dal titolo Il meglio e il peggio de La Corrida con i momenti migliori e i peggiori dell'edizione appena conclusa.

### Nona edizione (1995)
- Messa in onda: dal 30 settembre al 23 dicembre 1995
- Puntate: 13 + 1 speciale (complessive: 109–121 + 9 speciali)
- Rete: Canale 5
- Conduce Corrado con Miriana Trevisan
- Regia: Stefano Vicario
- Autori: Corima, Marina Donato, Stefano Jurgens, Antonio Miglietta
- Direzione musicale: Roberto Pregadio
- Coregorafie: Lucia Parise
- Primi ballerini: Manolo Casalino, Mia Molinari

Dopo una stagione di pausa il programma torna con la nona edizione, in onda nella prestigiosa collocazione del sabato sera autunnale sfidando lo show di Rai 1 Scommettiamo che...?. Per la prima volta uno show del sabato sera di Mediaset sorpassa negli ascolti (una media di circa 9 milioni di telespettatori) il varietà concorrente della Rai abbinato alla Lotteria Italia. Al fianco di Corrado arrivano Miriana Trevisan nel ruolo di valletta e Mia Molinari in quello di prima ballerina. Nel cast anche il primo ballerino Manolo Casalino, già presente nelle passate stagioni nel corpo di ballo e futuro coreografo della trasmissione, ed il trio canoro composto da Deborah Johnson, Cinzia Colantonio e Sabrina Negri, che in ogni puntata eseguono un medley di brani di successo. Il gioco con il pubblico da casa è denominato Che faccia ha? e consiste nell'indovinare il mestiere di una persona a partire dalla sua faccia. Il 30 dicembre 1995 viene realizzata una puntata speciale, dal titolo C'è ancora La Corrida, con i momenti migliori e i peggiori della nona edizione.
Durante la puntata del 4 novembre 1995 viene data la linea al Tg5 che, in edizione straordinaria, dà la notizia dell'uccisione del primo ministro iraeliano Yitzhak Rabin. Al rientro in studio Corrado (in diretta) commenta brevemente la notizia e poi riprende la trasmissione visibilmente dispiaciuto.

### Decima edizione (1997)
- Messa in onda: dal 27 settembre al 20 dicembre 1997
- Puntate: 13 + 1 speciale (complessive: 122–134 + 10 speciali)
- Rete: Canale 5
- Conduce: Corrado con Lorena Bianchetti
- Regia: Stefano Vicario
- Autori: Corima, Marina Donato, Salvatore De Pasquale, Stefano Jurgens, con la supervisione di Stefano Santucci
- Direzione musicale: Roberto Pregadio
- Scenografia: Stefania Conti
- Costumi: Luca Sabatelli
- Fotografia: Gianni Mastropietro
- Coreografia: Lucia Parise
- Primi ballerini: Manolo Casalino, Mia Molinari
- In diretta dal teatro 8 degli Studi di Cinecittà a Roma

Ultima edizione condotta da Corrado, al suo fianco arriva Lorena Bianchetti. Alla fine dell'ultima puntata, il 20 dicembre, il conduttore si congeda recitando una poesia di commiato con gli occhi visibilmente lucidi, all'insaputa di tecnici, autori e produttori. In occasione del ventennale della scomparsa di Corrado, l'8 giugno 2019 Canale 5 ha riproposto integralmente in prima serata la sua ultima puntata da conduttore della trasmissione, con l'introduzione di Gerry Scotti. La terza puntata di questa edizione andò in onda il 12 ottobre, di domenica. La settima, invece, venne anticipata al venerdì per evitare la concomitanza con lo spareggio di qualificazione ai Mondiali di calcio tra Italia e Russia. Il 27 dicembre venne realizzata come di consueto una puntata speciale con i momenti migliori e peggiori dell'edizione appena conclusa.

## Edizioni condotte da Gerry Scotti

### Undicesima edizione (2002)
- Messa in onda: dal 16 marzo al 1º giugno 2002
- Puntate: 12 (complessive: 135–146 + 10 speciali)
- Rete: Canale 5
- Conduce Gerry Scotti con Vincenza Cacace
- Regia: Beppe Recchia.
- Autori: Stefano Jurgens, Salvatore De Pasquale
- Direzione musicale: Roberto Pregadio
- Scenografia: Stefania Conti
- Coreografie: Lucia Parise
- Assistente coreografo: Manolo Casalino
- Coristi: Serena Bagozzi, Luciana Martini, Manuela Zanier
- In diretta dagli Studi del Centro Titanus Elios in Via Tiburtina a Roma

Dopo cinque anni di pausa, a causa della scomparsa di Corrado, il programma ritorna in onda con la conduzione di Gerry Scotti. Viene riconfermato quasi tutto il cast della trasmissione, con l'eccezione del regista. Il gioco con il pubblico si intitola "Animali strani".

### Dodicesima edizione (2003)
- Messa in onda: dal 18 gennaio al 5 aprile 2003
- Puntate: 11 (complessive: 147 –157 + 11 speciali)
- Rete: Canale 5
- Conduce Gerry Scotti con Vincenza Cacace
- Regia: Beppe Recchia
- Autori: Stefano Jurgens, Salvatore De Pasquale
- Direzione musicale: Roberto Pregadio
- Scenografia: Stefania Conti
- Coreografie: Manolo Casalino
- Corista: Valentina Ferrari, già vincitrice della passata edizione

Ultima edizione in cui è presente la finalissima dei concorrenti. Da questa edizione e fino al 2009 la sigla è costituita dalla sezione ritmica (Guy Chambers alla tastiera, Phil Palmer alla chitarra, Phil Spalding al basso, Steve Ferrone e Luis Jardim alla batteria e percussioni) e dalla sezione fiati (Wayne Bergeron e Chuck Findley alla tromba).

### Tredicesima edizione (2004)
- Messa in onda: dal 21 febbraio all'8 maggio 2004
- Puntate: 12 (complessive: 158 –169 + 12 speciali)
- Rete: Canale 5
- Conduce Gerry Scotti con Elisa Triani
- Regia: Beppe Recchia
- Autori: Stefano Jurgens, Salvatore De Pasquale
- Direzione musicale: Roberto Pregadio
- Scenografia: Stefania Conti
- Coreografie: Manolo Casalino
- Corista: Jenny B

I balletti del pubblico, da qui in avanti, variano a ogni edizione; qui erano ispirati ai film. Il gioco con il pubblico si intitola "Mi faccia 'stu mestiere" ed era una variante del precedente "Gioco dei cosi". Era consentito fare domande circa il mestiere della persona in questione.

### Quattordicesima edizione (2005)
- Messa in onda: dal 12 marzo al 28 maggio 2005
- Puntate: 11 (complessive: 170 –180 + 13 speciali)
- Rete: Canale 5
- Conduce Gerry Scotti con Elisa Triani
- Regia: Beppe Recchia
- Autori: Stefano Jurgens, Simone Jurgens
- Direzione musicale: Roberto Pregadio
- Scenografia: Stefania Conti
- Coreografie: Manolo Casalino
- Prima ballerina: Miriam Della Guardia
- Corista: Jenny B

I balletti del pubblico erano ispirati ai telefilm e ai programmi televisivi. La puntata del 2 aprile fu spostata alla settimana dopo (cioè il 9 aprile) a causa della scomparsa di Papa Giovanni Paolo II.

### Quindicesima edizione (2006)
- Messa in onda: dal 14 gennaio al 1º aprile 2006
- Puntate: 12 (complessive: 181–192 + 14 speciali)
- Rete: Canale 5
- Conduce Gerry Scotti con Michela Coppa
- Regia: Stefano Mignucci
- Autori: Stefano Jurgens, Simone Jurgens, Salvatore De Pasquale
- Direzione musicale: Roberto Pregadio
- Scenografia: Stefania Conti
- Coreografie: Manolo Casalino
- Prima ballerina: Miriam Della Guardia
- Corista: Jenny B

Prima edizione in cui il giuramento del pubblico fu cantato e non recitato. I giuramenti dei concorrenti erano ispirati a poesie famose. Il gioco con il pubblico si intitola "Ma che c'avrà di strano". I balletti del pubblico erano ispirati ai personaggi storici e mitologici.

### Sedicesima edizione (2007)
- Messa in onda: dal 10 marzo al 26 maggio 2007
- Puntate: 12 (complessive: 193–204 + 15 speciali)
- Rete: Canale 5
- Conduce Gerry Scotti con Michela Coppa
- Regia: Stefano Mignucci
- Autori: Stefano Jurgens, Simone Jurgens, Salvatore De Pasquale
- Direzione musicale: Roberto Pregadio
- Scenografia: Stefania Conti
- Coreografie: Manolo Casalino
- Prima ballerina: Romina Carancini
- Corista: Arianna Martina Bergamaschi

I balletti del pubblico erano ispirati ai fumetti e ai cartoni animati.

### Diciassettesima edizione (2008)
- Messa in onda: dall'8 marzo al 24 maggio 2008
- Puntate: 12 + 1 speciale (complessive: 205–216 + 16 speciali)
- Rete: Canale 5
- Conduce Gerry Scotti con Michela Coppa
- Regia: Stefano Mignucci
- Autori: Stefano Jurgens, Simone Jurgens, Salvatore De Pasquale
- Direzione musicale: Roberto Pregadio
- Scenografia: Stefania Conti
- Coreografie: Manolo Casalino
- Prima ballerina: Romina Carancini
- Coristi: Franky Lovecchio, Marco Guerzoni, Daniele Vit, Roberta Frighi, Letizia Liberati, Samantha Discolpa

I balletti del pubblico erano ispirati alle opere d'arte. Ultima edizione con Roberto Pregadio alla direzione d'orchestra.
Il 28 giugno 2008 vennero riproposte in una sola puntata, dal titolo Il meglio e il peggio della Corrida, le esibizioni migliori e peggiori di tutte le edizioni condotte da Gerry Scotti.

### Diciottesima edizione (2009)
- Messa in onda: dal 10 gennaio al 4 aprile 2009
- Puntate: 12 (complessive: 217–228 + 17 speciali)
- Rete: Canale 5
- Conduce Gerry Scotti con Michela Coppa
- Regia: Stefano Mignucci
- Autori: Stefano Jurgens, Simone Jurgens, Salvatore De Pasquale
- Direzione musicale: Vince Tempera, con Angelo Nigro per le esibizioni di musica lirica
- Scenografia: Stefania Conti
- Coreografie: Manolo Casalino
- Coristi: Franky Lovecchio, Daniele Vit, Moreno Ferrara, Roberta Frighi (sostituita da Rossella Ruini nella puntata del 28 marzo), Letizia Liberati, Ilaria Della Bidia

I giuramenti dei concorrenti erano ispirati a ricette della cucina italiana. I balletti del pubblico erano ispirati ai libri. Fu l'ultima edizione condotta da Gerry Scotti.

## Edizione condotta da Flavio Insinna

### Diciannovesima edizione (2011)
- Messa in onda: dall'8 gennaio al 16 aprile 2011
- Puntate: 14 (complessive: 229–244 + una puntata non finisce qui)
- Rete: Canale 5
- Conduce: Flavio Insinna con Antonella Elia
- Regia: Egidio Romio
- Autori: Flavio Insinna, Fabrizio Ormanni, Marco Luci, Andrea Lolli
- Direzione musicale: Piero Pintucci
- Scenografia: Marco Calzavara
- Costumi: Luca Sabatelli
- Coreografie: Manolo Casalino
- Prima ballerina: Elena Coniglio
- Coristi: Franky Lovecchio, Daniele Vit, Roberta Frighi, Letizia Liberati e Moira De Santi

Ultima edizione televisiva trasmessa da Mediaset e unica condotta da Flavio Insinna. Per la prima volta, i concorrenti non sono presentati dalla valletta del pubblico ma dal corpo di ballo. Viene ripristinata la finalissima tra i concorrenti, non di quelli vincitori bensì tra quelli più fischiati. Da quest'anno, non è più possibile inviare SMS nel corso della trasmissione.
Abolita (temporaneamente) la "sala prove" dove il coreografo Manolo Casalino insegnava ad alcune persone del pubblico scelte a caso il balletto che veniva presentato al termine di tutte le esibizioni. I giochi con il pubblico non ci furono nelle prime cinque puntate: vennero reintrodotti a partire dalla sesta, dapprima con il gioco della "Fiaba dal divano" e, dalla settima, con quello de "La ricetta imitata".
È l'unica edizione dove i jingle di entrata e uscita di scena dei concorrenti non venivano mandati in onda pre-registrati, ma suonati dal vivo dall'orchestra. I concorrenti, quando venivano applauditi, uscivano di scena su un riadattamento di Aggiungi un posto a tavola tratto dall'omonima commedia musicale, mentre quando venivano fischiati, uscivano sulle note di una parodia di Cielito lindo.
Una puntata dell'edizione venne intitolata E non finisce qui anziché Dilettanti allo sbaraglio. Per l'occasione si riproposero vari concorrenti che avevano già partecipato alla trasmissione con Gerry Scotti, i quali si esibirono nuovamente con gli stessi numeri delle loro rispettive prime performance; alcuni di questi si ripresentarono fuori gara, in coda al programma.
Infine, per la prima volta furono mostrati i provini dei concorrenti (compresi quelli non selezionati) nel corso della trasmissione.

## Edizioni condotte da Carlo Conti

### Ventesima edizione (2018)
- Messa in onda: dal 13 aprile al 18 maggio 2018
- Puntate: 6 (complessive: 245–250 + ultima 18 speciali)
- Rete: Rai 1
- Conduce Carlo Conti con Ludovica Caramis
- Regia: Maurizio Pagnussat
- Autori: Mario D'Amico, Emanuele Giovannini, Antonio Miglietta, Leopoldo Siano, Giona Peduzzi con la collaborazione di Claudia Di Giuseppe, Fabio De Meo, Flaminia Krieg
- Direzione musicale: Pinuccio Pirazzoli
- Scenografia: Riccardo Bocchini
- Costumi: Susanna Monacelli
- Direttore fotografia: Mario Catapano
- Coreografie: Fabrizio Mainini
- Capo progetto: Francesca Pellegrini
- Produttore esecutivo: Maria Teresa Mazzoni
- Direttore di produzione: Stefano Riganello
- Dallo studio 5 degli Studi televisivi Fabrizio Frizzi[3]

Prima edizione televisiva trasmessa dalla Rai, nonché la prima condotta da Carlo Conti. Per la prima volta, la trasmissione va in onda il venerdì anziché al sabato. Il giuramento del pubblico torna ad essere recitato e viene reintrodotta la "sala prove" per i balletti del pubblico. I concorrenti vengono introdotti nuovamente dalla valletta del pubblico ad eccezione di una puntata, in cui si scelse un valletto. A precedere la loro esibizione (usanza rimasta fino al 2020), c'è un filmato in cui una persona a loro cara manda loro un "In bocca al lupo!"
I concorrenti vengono introdotti con un riadattamento della storica sigla del programma; quando vengono applauditi, uscivano di scena con un brano gioioso, se fischiati, uscivano con un riadattamento del jingle di base utilizzato fino al 2009. Cambia anche il semaforo per l'inizio del giudizio sull'esibizione, disposto orizzontalmente anziché verticalmente e con un sistema a cinque luci simile a quello che regola la partenza dei Gran Premi di Formula 1. Non sono presenti i giochi con il pubblico.

### Ventunesima edizione (2019)
- Messa in onda: dal 22 marzo al 17 maggio 2019
- Puntate: 8 (complessive: 251–258); in quest'edizione non è previsto un meglio delle puntate trasmesse
- Rete: Rai 1
- Conduce Carlo Conti con Ludovica Caramis
- Regia: Maurizio Pagnussat
- Autori: Mario D'Amico, Emanuele Giovannini, Antonio Miglietta, Giona Peduzzi e Leopoldo Siano con la collaborazione di Luca Pellegrino
- Direzione musicale: Pinuccio Pirazzoli
- Scenografia: Riccardo Bocchini
- Costumi: Susanna Monacelli
- Direttore fotografia: Mario Catapano
- Coreografie: Fabrizio Mainini
- Capo progetto: Francesca Pellegrini
- Produttore esecutivo: Maria Teresa Mazzoni
- Direttore di produzione: Stefano Riganello
- Dallo studio 5 degli Studi televisivi Fabrizio Frizzi[4]

### Ventiduesima edizione (2020)
- Messa in onda: 21 e 28 febbraio 2020
- Puntate: 2 (complessive: 259–260)
- Rete: Rai 1
- Conduce Carlo Conti con Ludovica Caramis
- Regia: Maurizio Pagnussat
- Autori: Mario D'Amico, Emanuele Giovannini, Antonio Miglietta, Giona Peduzzi e Leopoldo Siano con la collaborazione di Luca Pellegrino
- Direzione musicale: Pinuccio Pirazzoli
- Scenografia: Riccardo Bocchini
- Costumi: Susanna Monacelli
- Direttore fotografia: Mario Catapano
- Capo progetto: Francesca Pellegrini
- Produttore esecutivo: Maria Teresa Mazzoni
- Direttore di produzione: Stefano Riganello
- Dallo studio 5 degli Studi televisivi Fabrizio Frizzi

Per la prima volta non è presente nel cast il corpo di ballo, qui sostituito da una giuria di concorrenti delle precedenti edizioni.
In seguito all'emergenza sanitaria dovuta alla pandemia di Covid-19, a causa delle misure di contenimento adottate a livello nazionale non è stata consentita la presenza del pubblico in studio nelle trasmissioni televisive; venendo a mancare l'elemento principale di giudizio delle esibizioni, il programma è stato cancellato dopo sole due puntate. In seguito a tale interruzione, la Rai non ha più trasmesso il programma.

## Edizioni condotte da Amadeus

### Ventitreesima edizione (2024)
- Messa in onda: dal 6 novembre al 25 dicembre 2024
- Puntate: 8 (complessive: 261-268)
- Rete: Nove
- Conduce Amadeus con Ofelia Passaponti e Alfonso Iannotta
- Regia: Stefano Vicario
- Autori: Andrea Boin, Simone Buongiorno, Fausto Enni, Simone Jurgens, Federico Lampredi, Stefano Mastrosimone, Federico Taddia
- Direzione musicale: Leonardo De Amicis
- Scenografia: Maria Chiara Castelli
- Costumi: Maria Sabato
- Direttore fotografia: Massimo Pascucci
- Produttore esecutivo: Giampaolo Albera (per Banijay Italia) e Gian Maria Santoro (per Corìma)
- Direttore di produzione: Paolo Moschettini (per Banijay Italia) e Valentina Mannu (per Corìma)
- Dallo studio 1 del centro di produzione Mediapason in Milano

È stata la prima edizione condotta da Amadeus, nonché la prima in onda sul Nove, la prima trasmessa da Milano (precisamente agli studi del gruppo Telelombardia), e vede il ritorno alla regia di Stefano Vicario. Anche in quest'edizione non è presente nel cast il corpo di ballo. I valletti tornano a essere due (come nelle prime edizioni) e, per la prima volta, vi è anche un valletto uomo. Sempre per la prima volta, inoltre, è presente un presidente di giuria famoso diverso per ogni puntata, definito capopopolo, che ha il compito di ripescare fino a tre concorrenti tra quelli più contestati dal pubblico in studio perché partecipino alla finalissima (qui tornata in auge dopo essere stata abolita nelle edizioni condotte da Carlo Conti) insieme ai più applauditi delle singole puntate. Il programma, ad eccezione della prima e dell'ultima puntata (la quale ha anche avuto un simulcast su altri canali del gruppo Warner Bros. Discovery: Real Time, Food Network, HGTV, Warner TV, Motor Trend, K2 e Frisbee), è stato trasmesso in diretta. Infine, il numero di aspiranti vincitori per ogni singola puntata è fissato a tre, anche quando le esibizioni che non hanno ricevuto alcun dissenso sono in realtà più numerose.

### Ventiquattresima edizione (2025)
- Puntate: 1 (complessivo 269-)
- Rete: Nove

## Puntate speciali
Il 13 settembre 1991 viene realizzata in prima serata su Canale 5 una puntata dal titolo L'album della Corrida con il meglio e il peggio delle esibizioni delle prime 5 edizioni.

## Ascolti TV

### Quinta edizione (1991)
| Puntata | Messa in onda  | Telespettatori |
| ------- | -------------- | -------------- |
| 5       | 6 aprile 1991  | 7 610 000      |
| 8       | 27 aprile 1991 | 7 051 000      |
| 9       | 4 maggio 1991  | 6 933 000      |

### Sesta edizione (1992)
| Puntata | Messa in onda  | Telespettatori | Share  |
| ------- | -------------- | -------------- | ------ |
| 7       | 18 aprile 1992 | 5 615 000      | 25,64% |

### Nona edizione (1995)
| Puntata | Messa in onda     | Telespettatori | Share  |
| ------- | ----------------- | -------------- | ------ |
| 1       | 30 settembre 1995 | 7 061 000      | 34,16% |
| 2       | 7 ottobre 1995    | 5 268 000      | –      |
| 3       | 14 ottobre 1995   | 6 436 000      | –      |
| 6       | 4 novembre 1995   | 7 357 000      | –      |
| 7       | 11 novembre 1995  | 6 784 000      | –      |
| 8       | 18 novembre 1995  | 7 261 000      | –      |
| 9       | 25 novembre 1995  | 6 171 000      | –      |
| 10      | 2 dicembre 1995   | 6 754 000      | –      |
| 11      | 9 dicembre 1995   | 7 030 000      | –      |
| 12      | 16 dicembre 1995  | 7 031 000      | –      |

### Decima edizione (1997)
| Puntata | Messa in onda     | Telespettatori | Share  |
| ------- | ----------------- | -------------- | ------ |
| 1       | 27 settembre 1997 | 4 825 000      | –      |
| 2       | 4 ottobre 1997    | 5 907 000      | –      |
| 3       | 12 ottobre 1997   | 6 405 000      | 27,72% |
| 4       | 18 ottobre 1997   | 6 318 000      | –      |
| 5       | 25 ottobre 1997   | 6 855 000      | –      |
| 6       | 1º novembre 1997  | 6 858 000      | –      |
| 7       | 8 novembre 1997   | 7 513 000      | –      |
| 8       | 14 novembre 1997  | 8 114 000      | 29,98% |
| 9       | 22 novembre 1997  | 7 509 000      | –      |
| 10      | 29 novembre 1997  | 8 173 000      | –      |
| 11      | 6 dicembre 1997   | 7 987 000      | –      |
| 12      | 13 dicembre 1997  | 7 651 000      | –      |
| 13      | 20 dicembre 1997  | 7 688 000      | –      |
| Media   | Media             | 7 062 000      | –      |

### Sedicesima edizione (2007)
| Puntata | Messa in onda  | Telespettatori | Share  |
| ------- | -------------- | -------------- | ------ |
| 1       | 10 marzo 2007  | 6.423.000      | 31,44% |
| 2       | 17 marzo 2007  | 6.056.000      | 30,51% |
| 3       | 24 marzo 2007  | 6.477.000      | 33,02% |
| 4       | 31 marzo 2007  | 6.182.000      | 29,88% |
| 5       | 7 aprile 2007  | 5.505.000      | 28,93% |
| 6       | 14 aprile 2007 | 6.286.000      | 30,97% |
| 7       | 21 aprile 2007 | 5.864.000      | 31,49% |
| 8       | 28 aprile 2007 | 6.048.000      | 34,12% |
| 9       | 5 maggio 2007  | 6.498.000      | 33,06% |
| 10      | 12 maggio 2007 | 5.918.000      | 33,00% |
| 11      | 19 maggio 2007 | 6.372.000      | 35,07% |
| 12      | 26 maggio 2007 | 5.740.000      | 32,50% |

### Diciassettesima edizione (2008)
| Puntata | Messa in onda  | Telespettatori | Share  |
| ------- | -------------- | -------------- | ------ |
| 1       | 8 marzo 2008   | 6.696.000      | 34,15% |
| 2       | 15 marzo 2008  | 6.546.000      | 31,05% |
| 3       | 22 marzo 2008  | 5.994.000      | 30,50% |
| 4       | 29 marzo 2008  | 5.780.000      | 28,80% |
| 5       | 5 aprile 2008  | 5.426.000      | 26,02% |
| 6       | 12 aprile 2008 | 5.171.000      | 24,13% |
| 7       | 19 aprile 2008 | 5.221.000      | 26,10% |
| 8       | 26 aprile 2008 | 4.885.000      | 25,24% |
| 9       | 3 maggio 2008  | 4.778.000      | 24,33% |
| 10      | 10 maggio 2008 | 5.038.000      | 27,74% |
| 11      | 17 maggio 2008 | 5.529.000      | 28,34% |
| 12      | 24 maggio 2008 | 5.291.000      | 27,60% |

### Diciottesima edizione (2009)
| Puntata | Messa in onda    | Telespettatori | Share  |
| ------- | ---------------- | -------------- | ------ |
| 1       | 10 gennaio 2009  | 5.161.000      | 22,59% |
| 2       | 17 gennaio 2009  | 5.402.000      | 23,86% |
| 3       | 24 gennaio 2009  | 5.331.000      | 22,36% |
| 4       | 31 gennaio 2009  | 5.598.000      | 24,42% |
| 5       | 7 febbraio 2009  | 5.342.000      | 22,66% |
| 6       | 14 febbraio 2009 | 5.140.000      | 23,03% |
| 7       | 28 febbraio 2009 | 4.872.000      | 23,95% |
| 8       | 7 marzo 2009     | 5.017.000      | 22,62% |
| 9       | 14 marzo 2009    | 5.081.000      | 22,47% |
| 10      | 21 marzo 2009    | 4.717.000      | 21,25% |
| 11      | 28 marzo 2009    | 5.978.000      | 28,54% |
| 12      | 4 aprile 2009    | 4.384.000      | 19,71% |

### Diciannovesima edizione (2011)
| Puntata | Messa in onda    | Telespettatori | Share  |
| ------- | ---------------- | -------------- | ------ |
| 1       | 8 gennaio 2011   | 5.287.000      | 24,84% |
| 2       | 15 gennaio 2011  | 5.076.000      | 24,03% |
| 3       | 22 gennaio 2011  | 5.073.000      | 22,64% |
| 4       | 29 gennaio 2011  | 4.992.000      | 22,03% |
| 5       | 5 febbraio 2011  | 4.967.000      | 21,11% |
| 6       | 12 febbraio 2011 | 4.637.000      | 20,69% |
| 7       | 26 febbraio 2011 | 3.995.000      | 17,49% |
| 8       | 5 marzo 2011     | 4.089.000      | 18,35% |
| 9       | 12 marzo 2011    | 4.430.000      | 19,80% |
| 10      | 19 marzo 2011    | 3.840.000      | 17,37% |
| 11      | 26 marzo 2011    | 4.253.000      | 21,27% |
| 12      | 2 aprile 2011    | 3.829.000      | 17,91% |
| 13      | 9 aprile 2011    | 3.726.000      | 18,50% |
| 14      | 16 aprile 2011   | 4.147.000      | 19,57% |

### Ventesima edizione (2018)
| Puntata | Messa in onda  | Telespettatori | Share |
| ------- | -------------- | -------------- | ----- |
| 1       | 13 aprile 2018 | 5 999 000      | 27,4% |
| 2       | 20 aprile 2018 | 5 071 000      | 23,5% |
| 3       | 27 aprile 2018 | 4 883 000      | 23,3% |
| 4       | 4 maggio 2018  | 5 296 000      | 23,5% |
| 5       | 11 maggio 2018 | 5 084 000      | 24,4% |
| 6       | 18 maggio 2018 | 5 220 000      | 24,9% |

### Ventunesima edizione (2019)
| Puntata | Messa in onda  | Telespettatori | Share  |
| ------- | -------------- | -------------- | ------ |
| 1       | 22 marzo 2019  | 4 024 000      | 18,64% |
| 2       | 29 marzo 2019  | 3 866 000      | 18,6%  |
| 3       | 5 aprile 2019  | 3 981 000      | 18,4%  |
| 4       | 12 aprile 2019 | 4 058 000      | 19%    |
| 5       | 26 aprile 2019 | 4 146 000      | 20,1%  |
| 6       | 3 maggio 2019  | 3 896 000      | 17,8%  |
| 7       | 10 maggio 2019 | 3 673 000      | 17,4%  |
| 8       | 17 maggio 2019 | 3 629 000      | 17,4%  |

### Ventiduesima edizione (2020)
| Puntata | Messa in onda    | Telespettatori | Share |
| ------- | ---------------- | -------------- | ----- |
| 1       | 21 febbraio 2020 | 4 188 000      | 19,7% |
| 2       | 28 febbraio 2020 | 4 223 000      | 18,7% |

### Ventitreesima edizione (2024)
| Puntata | Messa in onda    | Capopopolo       | Ascolti                  | Ascolti                  | Ascolti                                   | Ascolti                                   |
| Puntata | Messa in onda    | Capopopolo       | Prima parte (La Corrida) | Prima parte (La Corrida) | Seconda parte (La Corrida - Il vincitore) | Seconda parte (La Corrida - Il vincitore) |
| Puntata | Messa in onda    | Capopopolo       | Telespettatori           | Share                    | Telespettatori                            | Share                                     |
| ------- | ---------------- | ---------------- | ------------------------ | ------------------------ | ----------------------------------------- | ----------------------------------------- |
| 1       | 6 novembre 2024  | Nino Frassica    | 983 000                  | 5,52%                    | 667 000                                   | 6,60%                                     |
| 2       | 13 novembre 2024 | Frank Matano     | 1 060 000                | 5,82%                    | 766 000                                   | 7,70%                                     |
| 3       | 20 novembre 2024 | Valentina Persia | 1 132 000                | 6,09%                    | 694 000                                   | 7,16%                                     |
| 4       | 27 novembre 2024 | Elio             | 945 000                  | 5,09%                    | 675 000                                   | 6,60%                                     |
| 5       | 4 dicembre 2024  | Valerio Lundini  | 996 000                  | 5,43%                    | 653 000                                   | 6,80%                                     |
| 6       | 11 dicembre 2024 | Sergio Friscia   | 974 000                  | 5,69%                    | 713 000                                   | 7,73%                                     |
| 7       | 18 dicembre 2024 | Gigi e Ross      | 992 000                  | 5,62%                    | 728 000                                   | 7,73%                                     |
| 8       | 25 dicembre 2024 | Nino Frassica    | 1 047 000                | 7,85%                    | -                                         |                                           |